# In Body Image Stabilization
Die In-Body Image Stabilization (IBIS) ist eine technische Methode zum Schutz vor Verwackelungen bei digitalen Kamera-Systemen.
Die Stabilisierung des Bildes kann entweder im Kameragehäuse (Body) oder im Objektiv umgesetzt werden. Bei der In-Body Image Stabilisation wird die Bildstabilisation vollständig im Kameragehäuse gewährleistet. Die Auswertung der Sensoren und der am Bild wirkende Stabilisationsprozess wird durch den Mikroprozessor in der Kamera durchgeführt. Das Linsensystem des Objektivs hat keinen Anteil am Stabilisationsprozess und benötigt daher keine technischen Einrichtungen dafür.
Dies macht das Objektiv leichter und preisgünstiger. Ältere und manuelle Objektive verfügen zudem nicht über stabilisierende Einrichtungen und profitieren so nachträglich davon.
Bei Einsatz kurzer Brennweiten oder eines Stativs wird gerne auf die Stabilisation verzichtet, daher lässt sie sich deaktivieren.
Neben dem eigenen Bauraumvolumen macht IBIS Objektive mit größerem Bildkreis erforderlich, um gleichwertige Bildqualität an den Rändern und geringe Vignettierung zu gewährleisten, weshalb auf geringes Packmaß optimierte Kameras mitunter auf IBIS verzichten. 